# بیسکویت ارده
بیسکویت ارده، بیسکویت طحینه (انگلیسی: Tahini cookie) نوعی بیسکویت است که مواد آن را ارده، آرد، شکر و کره (لبنیات) تشکیل می‌دهد و معمولاً با بادام یا دانه کاج تزیین می‌شود.